# Кристалинская, Майя Владимировна
Ма́йя Влади́мировна Кристали́нская (24 февраля 1932, Москва, СССР — 19 июня 1985, Москва, СССР) — советская эстрадная певица, переводчица; Заслуженная артистка РСФСР (1974).

## Биография
Майя Кристалинская родилась 24 февраля 1932 года в Москве, в русско-еврейской семье. Отец — Владимир Григорьевич Кристалинский (1904—1972), происходил из Мглина Черниговской губернии, окончил Александровское реальное училище в Могилёве. Мать — Валентина Яковлевна Кристалинская (урождённая Пыткина, 1911—1996), была родом из Павлодара. Родители поженились в Саратове и вскоре переехали в Москву, где отец окончил художественно-конструкторский факультет Высших художественно-технических курсов (ВХУТЕМАС) и работал во Всероссийском обществе слепых, был сочинителем игр, головоломок и кроссвордов для детей, печатался в газете «Пионерская правда», писал книги для детей.
В школьные годы Майя занималась в детском хоровом коллективе Народного ансамбля песни и танца Центрального дома детей железнодорожников, которым руководил Семён Осипович Дунаевский, брат Исаака Дунаевского.
После окончания школы в 1950 году поступила в Московский авиационный институт. В институте она занималась художественной самодеятельностью. После окончания института уехала по распределению в Новосибирск на авиационный завод имени В. П. Чкалова. Но, по воспоминаниям подруги и одногруппницы Валентины Котёлкиной, вскоре вернулась в Москву и стала работать в КБ А. Яковлева.
В 1957 году Майя Кристалинская стала лауреатом Московского международного фестиваля молодёжи и студентов, на котором выступала с самодеятельным ансамблем «Первые шаги» под руководством Юрия Саульского. В том же году она вышла замуж за писателя Аркадия Арканова. Брак был неудачным и вскоре распался.
В 1960 м  году она записала песню «Два берега» из кинофильма «Жажда» ,  с  этой песни и  началась её всесоюзная популярность. Первоначально эту песню исполнила Ирина Сергеевна Денисова, артистка молодёжного ансамбля «Полный вперёд!» Ленинградской Филармонии, позднее журналистка (творческий псевдоним Рыжова), но фамилии первой исполнительницы даже не было в титрах. Когда фильм и песня стали популярны, эту песню стали исполнять другие певицы, и к фильму сделали новую звуковую дорожку, вставив в титры фамилию исполнительницы (в разных вариантах: Кристалинская, Дворянинова).
В 1960-х вместе с Иосифом Кобзоном Кристалинская стала исполнительницей песен "дворового цикла", созданного А. Островским и Л. Ошаниным.
Майя Кристалинская много гастролировала по стране, работала с джаз-оркестрами Эдди Рознера и Олега Лундстрема, с ансамблем Евгения Рохлина. Тиражи её пластинок быстро раскупались. Песня на музыку Евгения Рохлина «Мы с тобой случайно в жизни встретились» стала настоящим шлягером, эту песню исполняла только она. Название песни стало названием диска Майи Кристалинской, который вышел в 1985 году.
В возрасте 29 лет врачи обнаружили у неё опухоль лимфатических желез (лимфогранулематоз). Она прошла тяжёлый курс лечения, и с тех пор ей приходилось выходить на сцену с косынкой на шее, чтобы скрывать от зрителей следы ожога от лучевой терапии.
Майя Кристалинская стала первой исполнительницей песни «Нежность» композитора Александры Пахмутовой, записав её в 1966 году. Чермен Касаев (музыкальный редактор ВР и ЦТ), присутствовавший тогда в студии звукозаписи, в документальном фильме «Опустела без тебя земля…» (2005), посвящённом певице, вспоминал, что у Кристалинской при прослушивании уже записанной фонограммы капали слёзы из глаз: «Вот такие росинки… утренняя летняя роса…» — так трогала её песня «Нежность», которая на долгие годы стала визитной карточкой певицы.
8 и 9 февраля 1964 года Майя Кристалинская была гостем студентов. В дни студенческих каникул она вместе со своими товарищами по искусству В.Трошиным, И.Кобзоном, Г.Сорокиным и другими принимала участие в эстрадном представлении «Шесть миллионов сердец» в Москве во Дворце спорта Центрального стадиона имени В.И.Ленина.
В 1964 году в Киеве был снят фильм-концерт «Поёт Майя Кристалинская».
В 1965 году вышел первый полноформатный студийный альбом — Поёт Майя Кристалинская.
В 1966 году, согласно опросам телезрителей, Майя Кристалинская была признана лучшей эстрадной певицей года.
В 1970 году новым председателем Гостелерадио стал С. Лапин. При нём попали в чёрный список и практически остались без работы (а многие и уехали из страны) известные певцы и певицы еврейского происхождения: Вадим Мулерман, Эмиль Горовец, Аида Ведищева, Нина Бродская, Лариса Мондрус и другие.
Путь на телеэкран и в радиоэфир был практически закрыт и для Майи Кристалинской. Её приглашали участвовать в своих творческих вечерах, проводившихся в Колонном зале Дома Союзов, Э. Колмановский, А. Пахмутова, Я. Френкель, Л. Ошанин и др. Выступления певицы проходили в сопровождении оркестра под управлением Юрия Силантьева. Но на Центральном телевидении Кристалинская стала почти «персоной нон грата».
В 1972 году с песней «Полынь» приняла участие в ежегодном фестивале «Песня года».
Последние десять лет жизни певица выступала в сельских клубах, в райцентрах Тульской, Рязанской, Орловской областей. Добиться разрешения на концерты в Москве и областных центрах было очень сложно.
Несмотря на это, в 1974 году Кристалинской было присвоено почётное звание «Заслуженная артистка РСФСР».
В 1975 году с песней «Судьба» приняла участие в ежегодном фестивале «Песня года».
В последние годы жизни Майя Кристалинская взялась за перевод с немецкого книги Марлен Дитрих «Размышления». Книга вышла в СССР уже после смерти Кристалинской.
Жила в Москве на улице Мясковского, д. 11/13; на Новоалексеевской улице, д. 1.
В 1984 году после смерти второго мужа Кристалинской Эдуарда Барклая (он умер 15 июня 1984 года, от инсульта, вызванного осложнениями сахарного диабета) болезнь певицы обострилась. 19 июня 1985 года, на 54-м году жизни, Майя Кристалинская скончалась. Прощались с певицей в ЦДРИ. Во время гражданской панихиды звучали её песни, а гроб выносили под песню «Русь».
Певица похоронена в Москве на Новом Донском кладбище. Эпитафия на её могиле гласит: «Ты не ушла, ты просто вышла, вернёшься — и опять споёшь.» С боковой стороны надгробия — текст посвящённого памяти певицы стихотворения известного поэта Роберта Рождественского «Хоронили Майю Кристалинскую», в котором Роберт Рождественский назвал Кристалинскую «Эхом нашей юности».

## Семья
- Первый муж — Аркадий Арканов (1933—2015), писатель-сатирик. Ушёл от Кристалинской спустя год брака[8].
- Второй муж — Эдуард Максимович Барклай (1925—1984), архитектор и скульптор.
- Двоюродная сестра отца — Лилия Ильинична Кристалинская, актриса Театра имени К. С. Станиславского; была замужем за оперным режиссёром Павлом Златогоровым[источник не указан 1925 дней]. Под их влиянием Майя Кристалинская начала заниматься музыкой.
- Племянница — Марьяна Кристалинская.

## Творчество

### Альбомы
- Поёт Майя Кристалинская (1965)
- Maya Kristalinskaya (1969)
- Майя Кристалинская (1971)
- Майя Кристалинская (1975)
- Мы с тобой случайно в жизни встретились (1985)

### Озвучивание мультфильмов
- 1964 — Кто виноват?

### Переводы
- Марлен Дитрих, «Размышления»

## Награды
- Заслуженная артистка РСФСР (1974).
- Гранд-премия «КиноВатсон» (посмертно)

## Память
Творчеству и памяти певицы посвящены телепередачи:
- В 1987 году по Центральному Телевидению была показана программа памяти Майи Кристалинской «Эхом нашей юности была».
- «Майя Кристалинская. „Легенды музыки“» («Звезда», 2017)[9]
- «Майя Кристалинская. „Последний день“» («Звезда», 2018)[10]

Концерты памяти:
- В 1992 году состоялся концерт памяти Майи Кристалинской «Эхом нашей юности была».
- «22 февраля 2017 года в Санкт-Петербурге в Доме Кочневой прошёл вечер памяти Майи Кристалинской. В концерте приняли участие лауреат международного конкурса Наталья Сорокина, лауреат международных конкурсов Татьяна Голышева, Александр Платонов (фортепиано), Павел Мухин (баян) и, конечно, режиссёр – Светлана Николаева.
- 7 марта 2021 года состоялся вечер памяти Майи Кристалинской в Волгограде в Театре песни имени Игоря Талькова.

## Оценки творчества
Николай Овчинников («Афиша Daily») в статье «10 лучших и самых удивительных альбомов с советскими песнями» описал дебютный диск-гигант Кристалинской как «идеальный портрет главной певицы шестидесятых», которой в равной степени были подвластны и вальс, и джаз, и киношлягеры.